# Cyrix Cx5x86

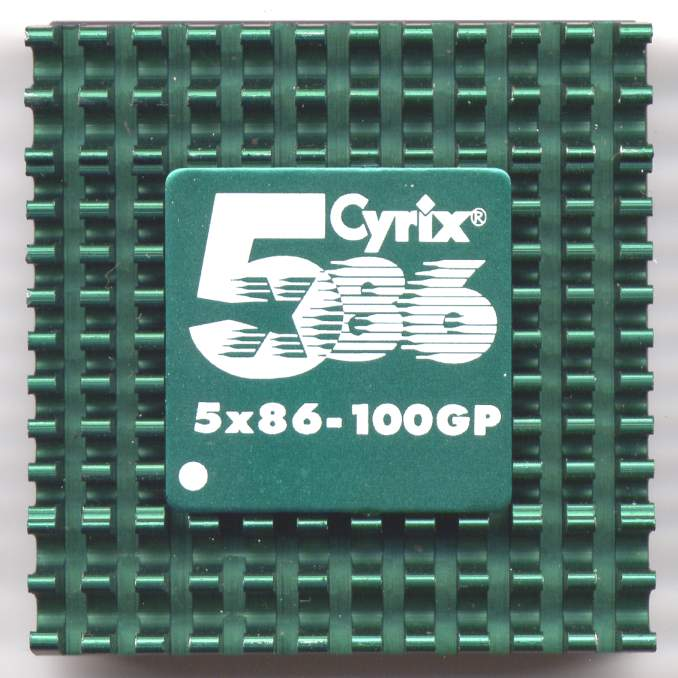
Cyrix 5x86 mikroprocesszor

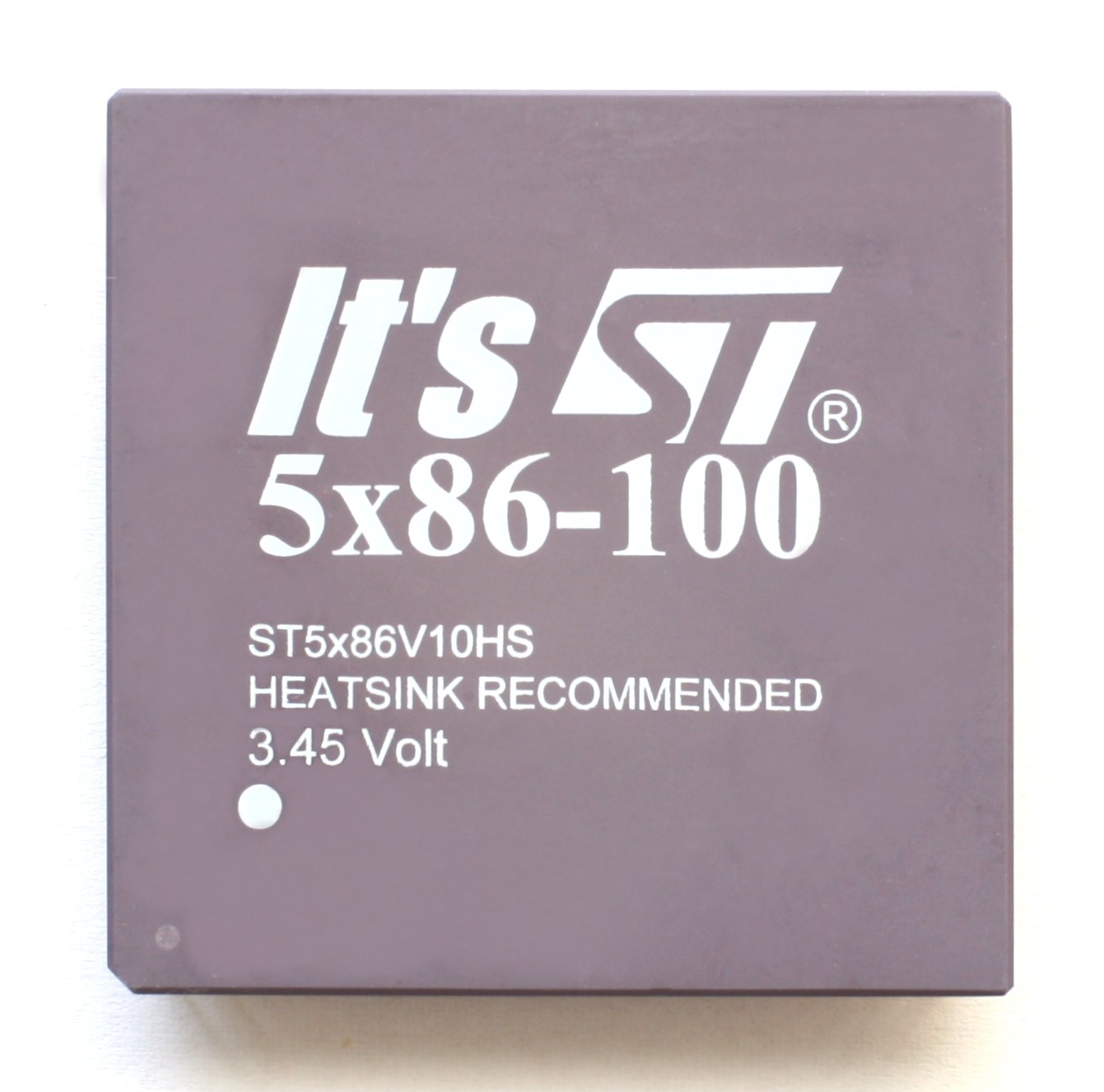
STMicroelectronics ST5x86-100.

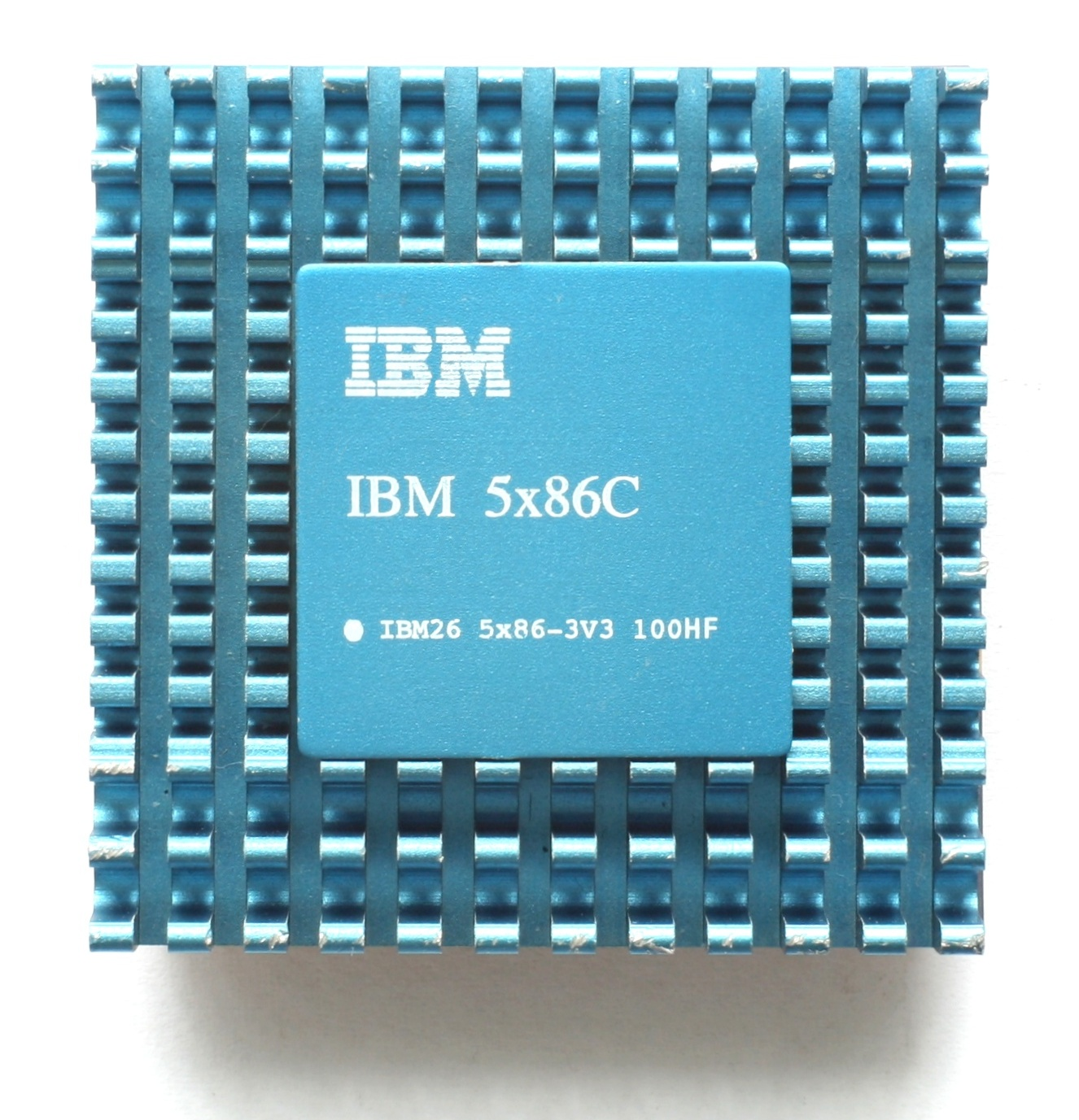
Kék hőterelős IBM 5x86

Az 1995 júniusában kibocsátott Cyrix 5x86 volt a valaha gyártott leggyorsabb CPU a Socket 3-as rendszerekhez. Bemutatása csak négy hónappal előzte meg a később sokkal híresebb Cyrix 6x86-os processzorét. A processzor a közepes teljesítményű processzorok választékát növelte a Socket 3-as alaplapokba illeszthető 486-os processzorok között (a Socket 3-as alaplapok nem tudták kezelni az Intel Pentium processzorait, a Pentium Overdrive-ot leszámítva). Ez a processzor bizonyos alkalmazásokban jobb teljesítmény nyújtott, mint a 75 MHz-es Intel Pentium processzor.
Az „M1sc” kódnevű Cyrix 5x86 processzor a Cyrix 6x86-os processzorok „M1”-es magjának csökkentett teljesítményű változatát tartalmazza, ami 80%-os teljesítménynövekedést jelentett 50%-os tranzisztorszám-csökkenés mellett, a 6x86-os kialakításhoz képest. Ebben a közönséges 486-os processzorokban használt 32 bites memóriasínt alkalmazták, de belsőleg sokkal inkább az ötödik generációs processzorokra hasonlít, mint amilyenek a Cyrix 6x86, az AMD K5 és az Intel Pentium, sőt akár a hatodik generációs Intel Pentium Pro. A csip közel tökéletesen végrehajtja az i486 utasításkészletet, de csak nagyon korlátozottan támogatja a Pentium utasításokat. Érdekes módon a CPU néhány teljesítménynövelő jellemzőjét belsőleg letiltották, a stabilitást potenciálisan fenyegető egyes hibák miatt, amelyeket még nem sikerült javítani a kibocsátás idejére. Ezek a tiltások azonban szoftveresen feloldhatók, ld. alább.
A hasonló jelölésű SGS-Thomson ST5x86 és az IBM IBM 5x86C nem más, mint a Cyrix kialakításának licencelt és újracsomagolt kiadása (az IBM és ST valóban gyártott CPU-kat a Cyrixnek), ezeket külön forgalmazták, bár ugyanazon célokra, kivéve a 75 MHz-es kiadást, amelyet a Cyrix nem dobott piacra, ezekben a változatokban csak apró eltérések voltak a feszültségi követelményekben. A Cyrix 5x86 kialakítást azonban nem szabad összetéveszteni a hasonló elnevezésű AMD Am5x86-ossal, amely lényegében egy gyors 486-os, nem pedig egy teljesen új tervezés, mint a Cyrix-é, bár a teljesítménye közel azonos, ugyanabba a Socket 3 foglalatba illeszkedik és ugyanazon év végén jelent meg.
A Cyrix 5x86 egy igen rövid életű csip volt, mindössze 6 hónapig volt a piacon. A cég tovább is árulhatta volna, de visszavonta, mivel saját újabb 6x86-os kínálatát kívánta felfuttatni.

## Ellentmondások és anomáliák
A hivatalos Cyrix 5x86 weboldal olyan jellemzőkkel dicsekedett, amelyek a végleges, megjelent változatokban ki voltak kapcsolva. Ezek közül a legellentmondásosabb az „elágazás-előrejelzés” tulajdonság, amely természetesen be volt kapcsolva az Intel Pentium processzorával való összehasonlító tesztekben, tehát a teszteredmények bekapcsolt állapotú jellemzők eredményei. Az extra tulajdonságok bekapcsolhatók egy szoftver segítségével, ez azonban általában instabil rendszert eredményez, különösen a korai stepping verzióknál, 32 bites kód futtatásakor.
Sok szóbeszéd övezte a Cyrix 5x86 133 MHz-es, négyszerezett órajelű változatát. Ez nagyon ritka volt, feljavító készletek gyártói kaphatták meg kedvezményesen, pl. a Gainbery. Néhány 100 és 120 MHz-es széria is tartalmazta a négyszeres szorzó bekapcsolásának támogatását, és néhány ilyen csip működhet 133 MHz-en is. Az 5x86 azonban nem viseli jól az órajel túlhajtását, és úgy tűnik, hogy a 120 MHz megközelíti az alkalmazott gyártási folyamat határait. Létezik még 80 MHz-es (2×40 MHz) 5x86-os, de nem tudni, hogy ezt kibocsátották-e valaha hivatalosan.
Az IBM 5x86C típusa sebességben kicsivel alatta marad a Cyrix egységeknek és alacsonyabb, 3,3 V-os feszültségen működik. Egy 100 MHz-es Cyrix csiphez hasonló IBM csip sebessége 75 MHz-esnek felel meg. Az IBM 5x86C 75 MHz és 100 MHz órajelű változatokban volt kapható; néhány 120 MHz-es széria is létezik, éppen a gyártás korai szakaszából, ami azt jelenti, hogy ezek még az IBM döntése (az órajelek visszafogása) előtti időben készültek. Az 5x86C hosszabb gyártási időt kapott, mint a Cyrix márkanéven eladott csipek. Az IBM tovább folytatta az 5x86C gyártását (csak a QFP tokozást), egészen 1998 végéig, míg a Cyrix 1996-ban megszüntette a saját termékét. Egyetlen típus sem valósítja meg a négyszeres szorzó lehetőséget vagy a Stepping 1 Rev 3 kiadást.

## Specifikáció
- iDX4WB kivezetés, 168 csatlakozó
- Socket 3

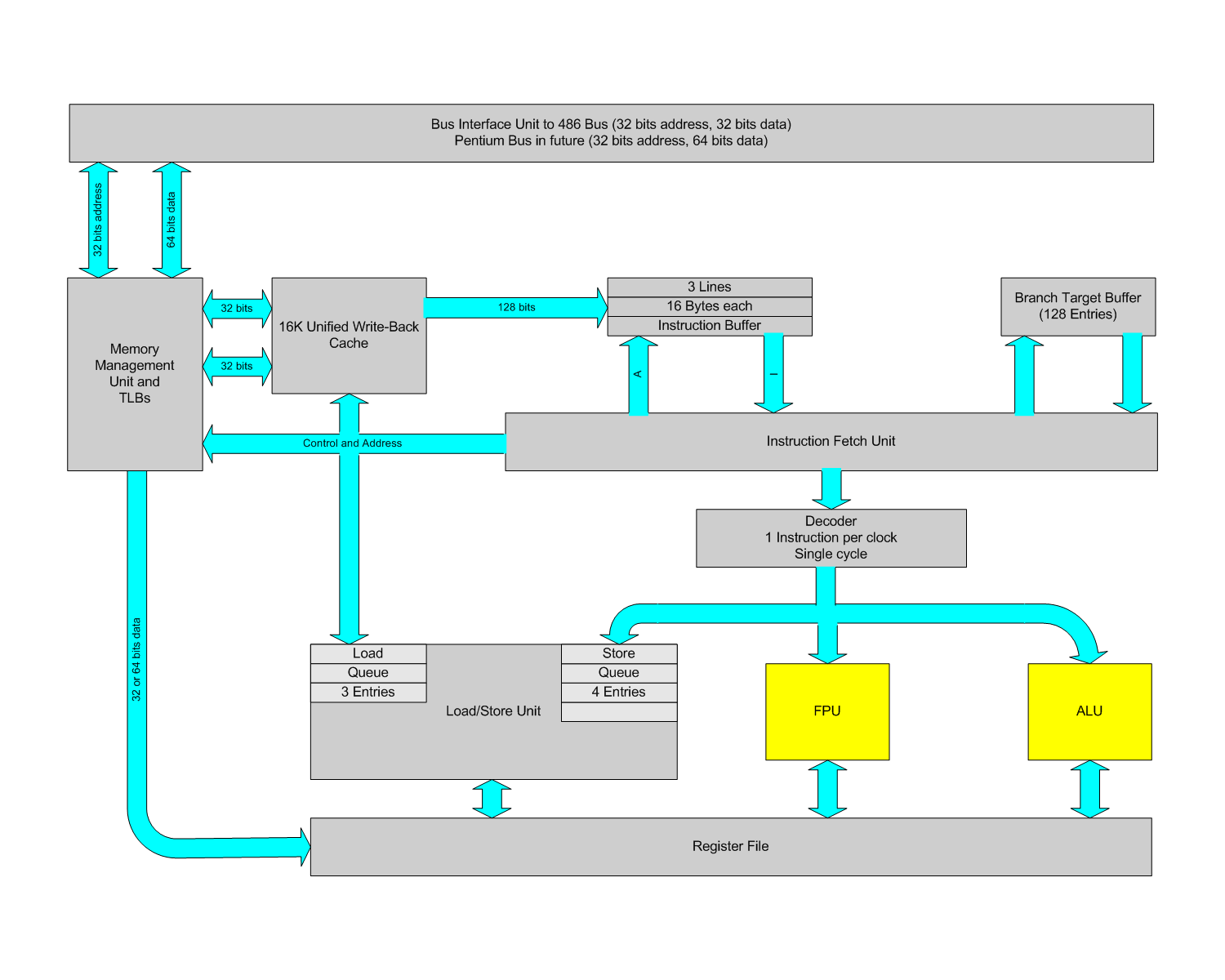
A Cyrix 5x86 architektúra

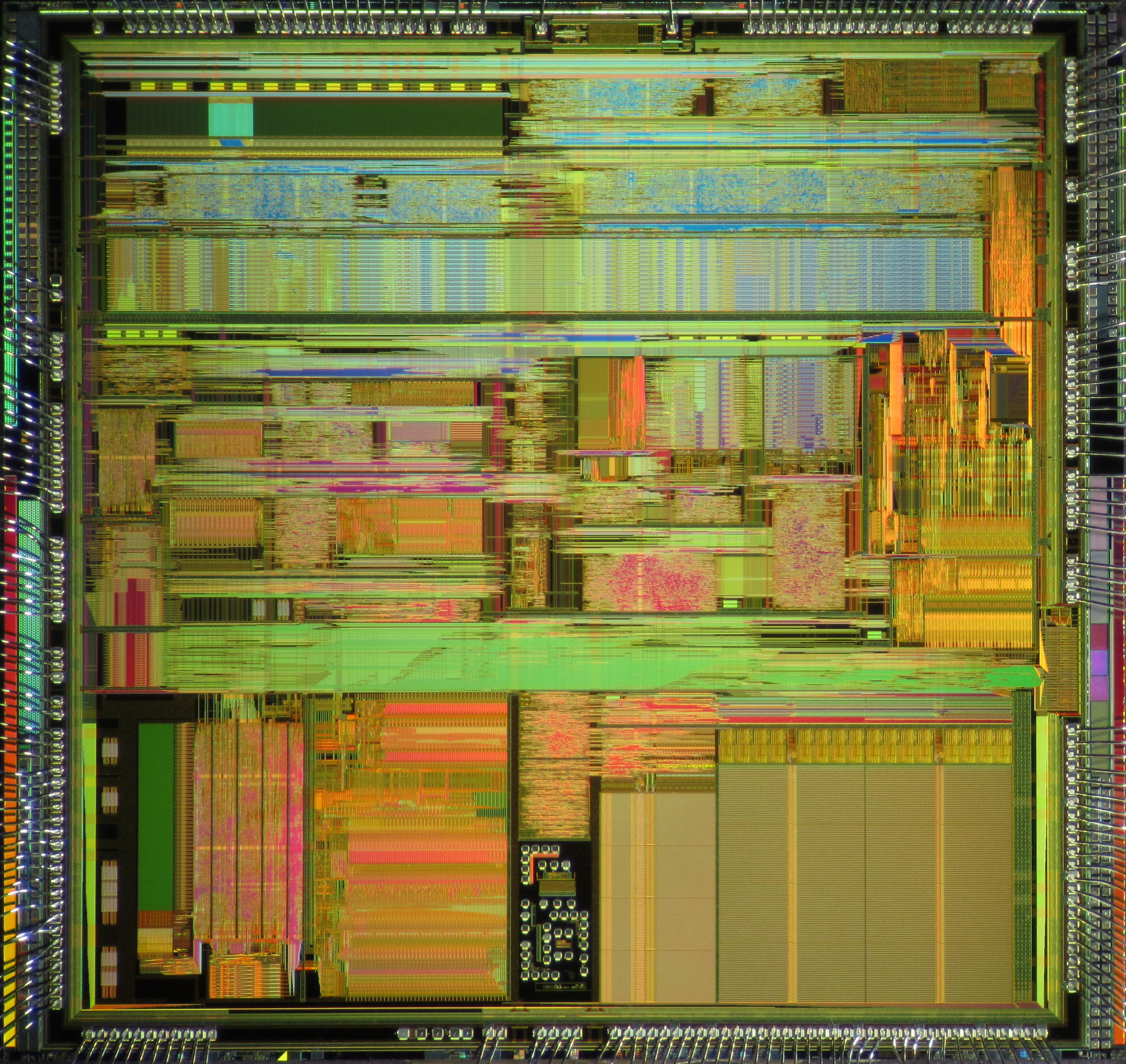
Cyrix 5x86-os lapka mikrofotója

- 2,0 millió tranzisztor, 0,65 mikrométeres folyamat
- 144mm² lapkaméret
- 3,45 voltos tápfeszültség
- 16 KiB egyesített elsőszintű gyorsítótár

100 MHz sebességre képes kiadás 33 MHz (33×3) órajelhez, 50 MHz-es (50×2) front-side bus
100 MHz sebességre képes kiadás 33 MHz (33×3) órajelhez és 25 MHz-es (25×4) front-side bus
120/133 MHz sebességre képes kiadás 40 MHz (40×3) órajelhez és 33 MHzes (33×4) front side bus.

## Fordítás
Ez a szócikk részben vagy egészben  a   Cyrix Cx5x86 című angol Wikipédia-szócikk ezen változatának fordításán alapul.  Az eredeti cikk szerkesztőit annak laptörténete sorolja fel. Ez a jelzés csupán a megfogalmazás eredetét és a szerzői jogokat jelzi, nem szolgál a cikkben szereplő információk forrásmegjelöléseként.